# Gare de Bel-Air-Ceinture
Pour les articles homonymes, voir Gare de Bel-Air.
Ne doit pas être confondu avec Gare de Bel-Air (Paris) ou Bel-Air (métro de Paris).
La gare de Bel-Air-Ceinture est une gare ferroviaire française désaffectée de la ligne de Petite Ceinture, située dans le 12e arrondissement de Paris, en région Île-de-France.

## Situation ferroviaire
La gare de Bel-Air-Ceinture est située sur la ligne de Petite Ceinture, entre les gares de la rue Claude-Decaen et de l'avenue de Vincennes. Elle se trouve au croisement avec l'ancienne ligne de la Bastille. 

## Histoire

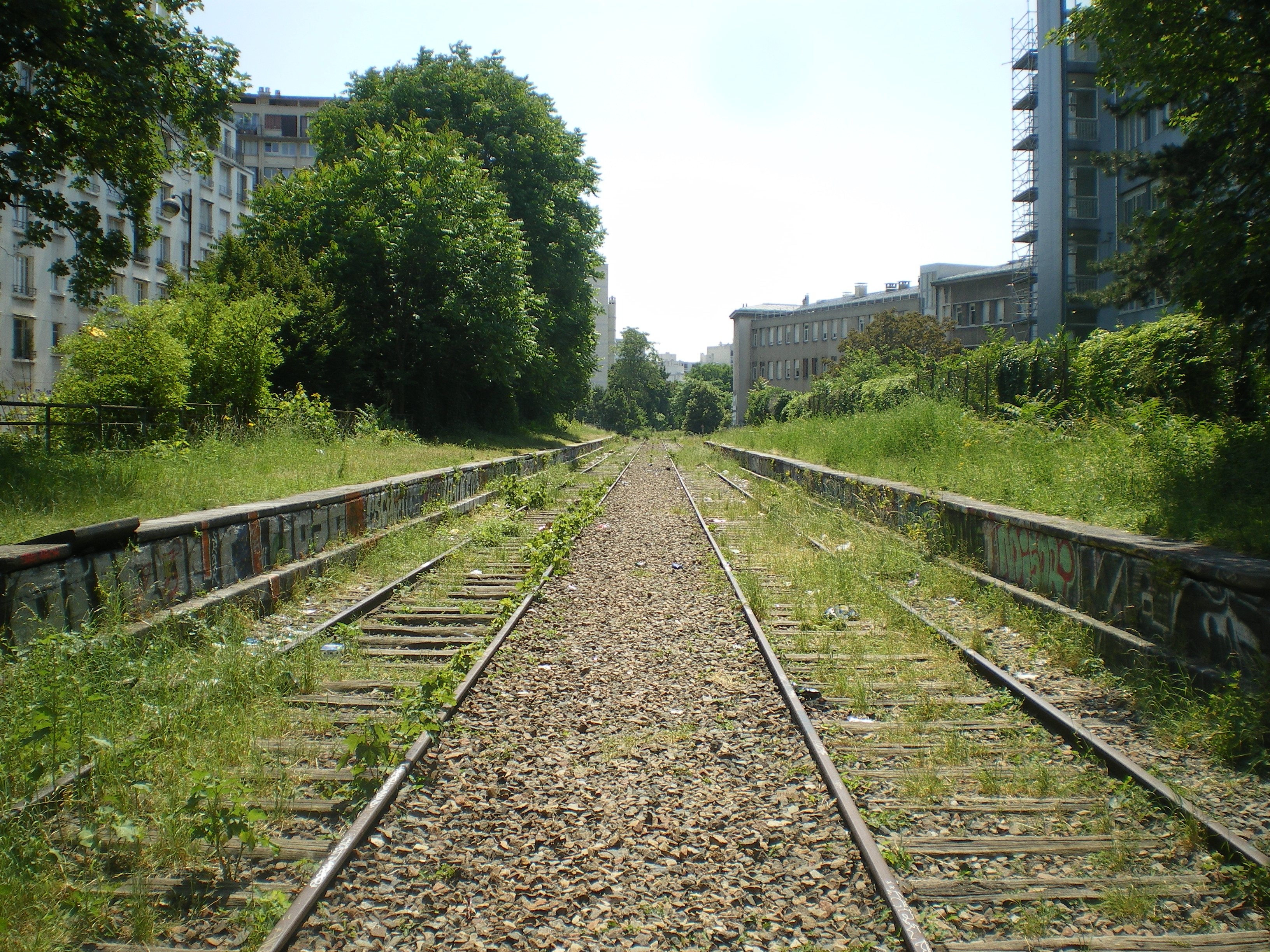
La voie de la Petite Ceinture au niveau de la gare en 2013.

La gare de Bel-Air-Ceinture est mise en service le 16 novembre 1863. Une nouvelle gare est édifiée lors des travaux de suppression des passages à niveau de la ligne rive droite ; elle est ouverte au service le 16 mai 1889. Elle donnait correspondance avec la ligne de Vincennes à la gare de Bel-Air.
Comme le reste de la Petite Ceinture, la gare est fermée au trafic voyageurs depuis le 23 juillet 1934.